# Volvarina
Volvarina is een geslacht van slakken in de familie Marginellidae, onderfamilie Marginellinae.
De wetenschappelijke naam werd voor het eerst geldig gepubliceerd door Richard Brinsley Hinds in 1844, toen als een ondergeslacht van Marginella: Marginella (Volvarina).
De typesoort is Marginella nitida Hinds, 1844 (een junior synoniem van Voluta mitrella Risso, 1826).

## Kenmerken
De schelpen van deze slakken zijn delicaat en nogal dun. Ze zijn klein tot zeer klein, vaak minder dan 1 cm lang en enkele millimeter breed.

## Verspreiding en leefgebied
Ze worden aangetroffen in ondiep tot matig diep water, onder meer aan de kusten van de Middellandse Zee (Volvarina mitrella), Noordwest-Afrika (Volvarina exilis en andere), de Golf van Oman (Volvarina eumorpha), de Caraïbische Zee (bijvoorbeeld Volvarina atabey bij Cuba) en Brazilië (Volvarina serrei en andere).

## Indeling
Er is geen duidelijk onderscheid tussen dit geslacht en het geslacht Prunum Hermannsen, 1852. De indeling gebeurt gewoonlijk op uiterlijke kenmerken zoals de grootte en dikte van de schelp of de callus. Grotere soorten met een sterke callus worden geplaatst in Prunum en kleine soorten met een dunne callus in Volvarina, maar er is geen scherpe scheiding te maken zodat er vele soorten zijn waarvan de plaatsing in het complex Prunum-Volvarina onzeker is. Een fylogenetische analyse van deze groep was anno 2010 nog niet uitgevoerd.

## Soorten
- Volvarina abbreviata (C. B. Adams, 1850)
- Volvarina abdieli Espinosa, Ortea & Diez, 2015
- Volvarina adela (Thiele, 1925)
- Volvarina adrianadiae Cossignani, 2006
- Volvarina aethrae Espinosa & Ortea, 2015
- Volvarina affinis (Reeve, 1865)
- Volvarina agata (Laseron, 1957)
- Volvarina agatha (Laseron, 1957)
- Volvarina aglae Espinosa & Ortea, 2015
- Volvarina aladunniae Ortea, 2014
- Volvarina alamarensis Espinosa & Ortea, 2013
- Volvarina alayoi Espinosa, Ortea & Diez, 2015
- Volvarina alayoni Espinosa & Ortea, 2015
- Volvarina albescens (Hutton, 1873)
- Volvarina albolineata (d'Orbigny, 1842)
- Volvarina alcoladoi Espinosa & Ortea, 1998
- Volvarina aldeynzeri Cossignani, 2005
- Volvarina alejandroi Espinosa, Ortea & Moro, 2009
- Volvarina algazaliae Ortea, 2014
- Volvarina aliceae Espinosa & Ortea, 2012
- Volvarina alloginella Espinosa, Moro & Ortea, 2011
- Volvarina ameliensis (Tomlin, 1917)
- Volvarina ampelusica Monterosato, 1906
- Volvarina amphitrite Espinosa & Ortea, 2015
- Volvarina anamariae Espinosa & Ortea, 2015
- Volvarina anao Espinosa & Ortea, 2012
- Volvarina andyi Espinosa & Ortea, 2013
- Volvarina angolensis (Odhner, 1923)
- Volvarina angustata (G. B. Sowerby II, 1846)
- Volvarina anjatheilae Cossignani & Lorenz, 2018
- Volvarina arabica Boyer, 2015
- Volvarina ardovinii T. Cossignani, 1997
- Volvarina ariadnae Espinosa & Ortea, 2015
- Volvarina armonica T. Cossignani, 1997
- Volvarina arrecifensis Espinosa, Ortea & Moro, 2013
- Volvarina artemisae Espinosa & Ortea, 2013
- Volvarina artilesi Espinosa, Ortea & Moro, 2014
- Volvarina atabey Espinosa, Ortea & Moro, 2009
- Volvarina attenuata (Reeve, 1865)
- Volvarina augerea (Laseron, 1957)
- Volvarina avena (Kiener, 1834)
- Volvarina avenella (Dall, 1881)
- Volvarina avesensis Caballer, Espinosa & Ortea, 2013
- Volvarina bacona Espinosa, Ortea & Diez, 2012
- Volvarina baenai Espinosa & Ortea, 2003
- Volvarina banesensis Espinosa & Ortea, 1999
- Volvarina barbosae Ortea, 2014
- Volvarina barbuyae Ortea, 2014
- Volvarina bavecchii Cossignani, 2006
- Volvarina bayeri Gracia & Boyer, 2004
- Volvarina bazini Jousseaume, 1875
- Volvarina bellamatancera Espinosa & Ortea, 2015
- Volvarina bernardoi Espinosa, Ortea & Diez, 2015
- Volvarina bessei Boyer, 2001
- Volvarina betyae Espinosa & Ortea, 1998
- Volvarina bevdeynzerae Cossignani, 2005
- Volvarina beyerleana (Bernardi, 1853)
- Volvarina bifurcata Boyer, 2015
- Volvarina bilineata (Krauss, 1848)
- Volvarina borinquensis Espinosa & Ortea, 2015
- Volvarina borroi (Espinosa & Ortea, 1998)
- Volvarina boucheti Espinosa & Ortea, 2012
- Volvarina bouhamedae Ortea, 2014
- Volvarina boyeri Moreno & Burnay, 1999
- Volvarina brasiliana Boyer, 2000
- Volvarina bravoae Ortea, 2014
- Volvarina brunoi Espinosa & Ortea, 2013
- Volvarina buenavistaensis Espinosa, Moro & Ortea, 2011
- Volvarina bullula (Reeve, 1865)
- Volvarina caballeri Espinosa & Ortea, 2012
- Volvarina cachoi Espinosa & Ortea, 1997
- Volvarina calliopeae Espinosa & Ortea, 2015
- Volvarina callypsoe Espinosa & Ortea, 2015
- Volvarina caonabae Espinosa, Ortea & Moro, 2010
- Volvarina capensis (Krauss, 1848)
- Volvarina caprina Espinosa & Ortea, 2015
- Volvarina carmelae Espinosa & Ortea, 1998
- Volvarina casiguaya Espinosa, Ortea & Diez, 2015
- Volvarina ceciliae Espinosa & Ortea, 1999
- Volvarina cernita (Locard, 1897)
- Volvarina charbarensis (Melvill, 1897)
- Volvarina charretonae Ortea, 2014
- Volvarina cienaguera Espinosa, Ortea & Moro, 2010
- Volvarina cienfueguera Espinosa, Ortea & Diez, 2015
- Volvarina cingalica Boyer, 2015
- Volvarina columba Espinosa, Moro & Ortea, 2011
- Volvarina compressa (Reeve, 1865)
- Volvarina confitesensis Espinosa, Ortea & Moro, 2010
- Volvarina corallina (Bavay, 1910)
- Volvarina cordyorum Cossignani, 2009
- Volvarina corusca (Reeve, 1865)
- Volvarina criolla Espinosa & Ortea, 2003
- Volvarina cubana Espinosa & Ortea, 2015
- Volvarina curazaoensis Espinosa & Ortea, 2013
- Volvarina cybelesae Espinosa & Ortea, 2015
- Volvarina dalli Wakefield & McCleery, 2005
- Volvarina damasoi Cossignani, 2017
- Volvarina danielleae Espinosa & Ortea, 2012
- Volvarina davidi Espinosa, Ortea & Diez, 2015
- Volvarina delanoisi Cossignani & Lorenz, 2018
- Volvarina deliciosa (Bavay in Dautzenberg, 1912)
- Volvarina denizi Espinosa, Ortea & Pérez-Dionis, 2014
- Volvarina dennisi Espinosa, Ortea & Diez, 2015
- Volvarina dhofarensis Boyer, 2015
- Volvarina diminuta (Laseron, 1957)
- Volvarina dinisioi (Cossignani, 2006)
- Volvarina dirbergi Espinosa & Ortea, 2012
- Volvarina dorisae Espinosa & Ortea, 2015
- Volvarina dozei (Mabille & Rochebrune, 1889)
- Volvarina dulcemariae Espinosa & Ortea, 1998
- Volvarina dunkeri (Krauss, 1848)
- Volvarina ealesae (Powell, 1958)
- Volvarina effulgens (Reeve, 1865)
- Volvarina elgoyhenae Ortea, 2014
- Volvarina elliptica (Redfield, 1870)
- Volvarina elridiae Ortea, 2014
- Volvarina elsayedae Ortea, 2014
- Volvarina enrici Espinosa, Martin & Ortea, 2018
- Volvarina enriquei Espinosa & Ortea, 1998
- Volvarina eratoae Espinosa & Ortea, 2013
- Volvarina ericmonnieri Cossignani, 2018
- Volvarina eumorpha (Melvill, 1906)
- Volvarina evanida (G. B. Sowerby II, 1846)
- Volvarina exilis (Gmelin, 1791)
- Volvarina falusiae Ortea, 2014
- Volvarina fanabeensis Espinosa, Ortea & Pérez-Dionis, 2014
- Volvarina farrantae Ortea, 2014
- Volvarina fasciata Lussi & G. Smith, 1996
- Volvarina fauna (Sowerby I, 1846)
- Volvarina ficoi Espinosa & Ortea, 2003
- Volvarina fifi Espinosa & Ortea, 2015
- Volvarina flamenca Espinosa, Moro & Ortea, 2011
- Volvarina florenceae Espinosa & Ortea, 2012
- Volvarina floresensis Espinosa & Ortea, 1999
- Volvarina fortunata Clover & Macca, 1990
- Volvarina francescoi Cossignani & Lorenz, 2018
- Volvarina franciscae Espinosa, Moro & Ortea, 2011
- Volvarina frazzinii Cossignani, 2006
- Volvarina fugax Gofas & Fernandes, 1992
- Volvarina fulgida (Lussi & G. Smith, 1999)
- Volvarina gargalloae Ortea, 2014
- Volvarina garycooverti Espinosa & Ortea, 1998
- Volvarina gemma Espinosa & Ortea, 2015
- Volvarina ginae Espinosa & Ortea, 2003
- Volvarina giraldilla Espinosa & Ortea, 2013
- Volvarina gracilis (C. B. Adams, 1851)
- Volvarina granmaense Espinosa, Ortea & Diez, 2017
- Volvarina grosi Espinosa & Ortea, 2012
- Volvarina guajira Espinosa & Ortea, 1998
- Volvarina guamaense Espinosa, Ortea & Diez, 2015
- Volvarina guantanamera Espinosa, Moro & Ortea, 2011
- Volvarina guribae Ortea, 2014
- Volvarina habanera Espinosa & Ortea, 1997
- Volvarina haswelli (Laseron, 1948)
- Volvarina hedleyi (May, 1911)
- Volvarina helenae Espinosa & Ortea, 2003
- Volvarina hemingwayi Espinosa & Ortea, 2015
- Volvarina hennequini Boyer, 2001
- Volvarina heterozona Jousseaume, 1875
- Volvarina hirasei (Bavay, 1917)
- Volvarina holguinera Espinosa, Ortea & Diez, 2015
- Volvarina humboldtiana Espinosa, Ortea & Diez, 2015
- Volvarina hyalina (Thiele, 1912)
- Volvarina ibarrae Espinosa & Ortea, 1998
- Volvarina infans (Laseron, 1957)
- Volvarina ingloria (E. A. Smith, 1910)
- Volvarina ingolfi Bouchet & Warén, 1985
- Volvarina innexa Roth, 1978
- Volvarina insulana Gofas & Fernandes, 1988
- Volvarina ireneae Espinosa & Ortea, 2015
- Volvarina irisae Espinosa & Ortea, 2015
- Volvarina isabelae (Borro, 1946)
- Volvarina ivic Caballer, Espinosa & Ortea, 2009
- Volvarina ixchelae Espinosa & Ortea, 2015
- Volvarina jaguanensis Espinosa & Ortea, 1998
- Volvarina janneefsi Bozzetti, 1997
- Volvarina jibara Espinosa, Ortea & Diez, 2017
- Volvarina jimcordyi Cossignani, 2007
- Volvarina jordani Espinosa, Ortea & Moro, 2014
- Volvarina josieae Espinosa & Ortea, 2012
- Volvarina joubini (Dautzenberg & H. Fischer, 1906)
- Volvarina juancarlosi Espinosa, Ortea & Diez, 2015
- Volvarina juangarciai Espinosa & Ortea, 2013
- Volvarina juanitae Espinosa, Ortea & Moro, 2013
- Volvarina juanjoi Espinosa & Ortea, 1998
- Volvarina judymontae Cossignani & Lorenz, 2018
- Volvarina juraguaense Espinosa, Ortea & Diez, 2015
- Volvarina keppelensis (Laseron, 1957)
- Volvarina kharafiae Ortea, 2014
- Volvarina kidwelli Lussi & G. Smith, 1996
- Volvarina kilwaensis Boyer, 2015
- Volvarina koillerae Ortea, 2014
- Volvarina kyprisae Espinosa, Ortea & Moro, 2013
- Volvarina laciniatalabrum Lussi & G. Smith, 1996
- Volvarina laetitia (Thiele, 1925)
- Volvarina lakhdarae Ortea, 2014
- Volvarina lamyi Espinosa & Ortea, 2012
- Volvarina larramendii Espinosa, Ortea & Diez, 2015
- Volvarina latortuga Caballer, Espinosa & Ortea, 2009
- Volvarina laurauae Espinosa & Ortea, 2007
- Volvarina laureae Espinosa & Ortea, 2012
- Volvarina laurenti Espinosa & Ortea, 2012
- Volvarina lilianamariae Espinosa, Ortea & Diez, 2015
- Volvarina linae Espinosa & Ortea, 1999
- Volvarina lineae Espinosa & Ortea, 2012
- Volvarina lopezae Ortea, 2014
- Volvarina lorenzoi Espinosa, Ortea & Pérez-Dionis, 2014
- Volvarina luzmarina Espinosa, Ortea & Pérez-Dionis, 2014
- Volvarina mabellae (Melvill & Standen, 1901)
- Volvarina macaoi Espinosa, Moro & Ortea, 2011
- Volvarina maestratii Espinosa & Ortea, 2012
- Volvarina magnini Espinosa & Ortea, 2012
- Volvarina maisiana Espinosa & Ortea, 2013
- Volvarina mangilyana Bozzetti, 2018
- Volvarina mariaodeteae Cossignani, 2017
- Volvarina martini Espinosa, Ortea & Moro, 2010
- Volvarina martinicaensis Espinosa & Ortea, 2013
- Volvarina matesi Espinosa, Ortea & Pérez-Dionis, 2014
- Volvarina mauricetteae Espinosa & Ortea, 2012
- Volvarina maya Espinosa & Ortea, 1998
- Volvarina mediocincta (E. A. Smith, 1875)
- Volvarina meguidae Ortea, 2014
- Volvarina mendoncae Ortea, 2014
- Volvarina mexicana Jousseaume, 1875
- Volvarina micans (Petit de la Saussaye, 1851)
- Volvarina micros (Bavay, 1922)
- Volvarina miniginella Espinosa, Ortea & Moro, 2010
- Volvarina mitrella (Risso, 1826)
- Volvarina mizrahiae Ortea, 2014
- Volvarina monchoi Caballer, Espinosa & Ortea, 2013
- Volvarina monicae Díaz, Espinosa & Ortea, 1996
- Volvarina monilis (Linnaeus, 1758)
- Volvarina montenegroae Ortea, 2014
- Volvarina mores Espinosa & Ortea, 2006
- Volvarina morrocoyensis Caballer, Espinosa & Ortea, 2013
- Volvarina nautica Espinosa & Ortea, 2015
- Volvarina nealei Wakefield & McCleery, 2004
- Volvarina nereidae Espinosa & Ortea, 2013
- Volvarina nibujona Espinosa & Ortea, 2013
- Volvarina nicasioi Espinosa, Ortea & Diez, 2015
- Volvarina nnekae Ortea, 2014
- Volvarina noeli Espinosa & Ortea, 1998
- Volvarina nuriae Moreno & Burnay, 1999
- Volvarina nympha Espinosa & Ortea, 1998
- Volvarina nyokongae Ortea, 2014
- Volvarina nyssa Roth & Coan, 1971
- Volvarina oblongata (Sacco, 1890) †
- Volvarina obscura (Reeve, 1865)
- Volvarina occidua (Cotton, 1944)
- Volvarina occulta Espinosa & Ortea, 2013
- Volvarina oceanica Gofas, 1989
- Volvarina ofeliae T. Cossignani, 1998
- Volvarina ondina Espinosa, Moro & Ortea, 2011
- Volvarina orozcoae Ortea, 2014
- Volvarina osmani Espinosa, Ortea & Moro, 2008
- Volvarina oteroi Espinosa, Ortea & Pérez-Dionis, 2014
- Volvarina pallasae Espinosa & Ortea, 2015
- Volvarina pandorae Espinosa & Ortea, 2015
- Volvarina parvistriata (Suter, 1908)
- Volvarina pauli De Jong & Coomans, 1988
- Volvarina paumotensis (Pease, 1868)
- Volvarina pedroelcojo Espinosa, Ortea & Diez, 2015
- Volvarina peimbertae Ortea, 2014
- Volvarina penelope Espinosa & Ortea, 2015
- Volvarina pepefragai Espinosa & Ortea, 1997
- Volvarina peregrina Gofas & Fernandes, 1992
- Volvarina pergrandis Clover, 1974
- Volvarina pericalles (Tomlin, 1916)
- Volvarina perrieri (Bavay, 1906)
- Volvarina petitiana Boyer, 2018
- Volvarina petricola Espinosa, Moro & Ortea, 2011
- Volvarina philippinarum (Redfield, 1848)
- Volvarina phorcusi Espinosa & Ortea, 2015
- Volvarina plicatula (Suter, 1909)
- Volvarina pontesi Rios & Leal, 1993
- Volvarina porcellana (Melvill & Standen, 1912)
- Volvarina pseudophilippinarum Cossignani, 2008
- Volvarina ptychasthena Gofas, 1989
- Volvarina pulchralinetata Lussi & G. Smith, 1996
- Volvarina pupa (Bavay, 1922)
- Volvarina rancholunense Espinosa, Ortea & Diez, 2015
- Volvarina reeveana Boyer, 2018
- Volvarina remyi Espinosa & Ortea, 2012
- Volvarina rex (Laseron, 1957)
- Volvarina riparia Gofas & Fernandes, 1992
- Volvarina roberti Bavay, 1917
- Volvarina rubella (C. B. Adams, 1845)
- Volvarina ryalli Boyer, 2006
- Volvarina sabinalensis Espinosa, Ortea & Moro, 2010
- Volvarina sanfelipensis Espinosa & Ortea, 2013
- Volvarina santacruzense Espinosa, Ortea & Diez, 2017
- Volvarina santiagocubense Espinosa, Ortea & Diez, 2015
- Volvarina santiaguera Espinosa, Ortea & Diez, 2013
- Volvarina saramagoi Espinosa, Ortea & Moro, 2013
- Volvarina sauliae (G. B. Sowerby II, 1846)
- Volvarina sebastieni Espinosa & Ortea, 2012
- Volvarina serrei (Bavay, 1913)
- Volvarina shlegeli Bozzetti, 2017
- Volvarina snyderi Espinosa & Ortea, 2012
- Volvarina socoae Espinosa & Ortea, 1999
- Volvarina sofiae Ortea & Espinosa, 1998
- Volvarina somalica Boyer, 2015
- Volvarina somwangi Boyer, 2015
- Volvarina southwicki (Davis, 1904)
- Volvarina sowerbyana (Petit de la Saussaye, 1851)
- Volvarina splendida Cossignani, 2005
- Volvarina styria (Dall, 1889)
- Volvarina subtriplicata (d'Orbigny, 1842)
- Volvarina swenneni Espinosa, Ortea & Pérez-Dionis, 2014
- Volvarina taeniata (G. B. Sowerby II, 1846)
- Volvarina taeniolata Mörch, 1860
- Volvarina taina Espinosa & Ortea, 2013
- Volvarina tessae Cossignani, 2007
- Volvarina tetamariae Espinosa, Ortea & Moro, 2010
- Volvarina thaliae Espinosa & Ortea, 2015
- Volvarina thomsonae Ortea, 2014
- Volvarina tobyi Espinosa, Ortea & Diez, 2015
- Volvarina tollere (Laseron, 1957)
- Volvarina toroensis Espinosa & Ortea, 2015
- Volvarina torresina (Laseron, 1957)
- Volvarina tripartita Cossignani, 2006
- Volvarina triplicatilla Espinosa & Ortea, 2006
- Volvarina tumulensis Lozouet, 1998 †
- Volvarina tunicata Boyer, 2000
- Volvarina unilineata (Jousseaume, 1875)
- Volvarina utgei Espinosa & Ortea, 2012
- Volvarina varaderoensis Espinosa, Ortea & Moro, 2010
- Volvarina vassardi Espinosa & Ortea, 2012
- Volvarina veintimilliae Ortea, 2014
- Volvarina veraguasensis Wakefield & McCleery, 2005
- Volvarina verdensis (E. A. Smith, 1875)
- Volvarina verreauxi (Jousseaume, 1875)
- Volvarina virginieae Espinosa & Ortea, 2012
- Volvarina vistamarina Espinosa & Ortea, 2002
- Volvarina vittata Espinosa, Moro & Ortea, 2011
- Volvarina vokesi De Jong & Coomans, 1988
- Volvarina wareni Espinosa & Ortea, 2012
- Volvarina warrenii (Marrat, 1876)
- Volvarina weissmannae Ortea, 2014
- Volvarina xamaneki Espinosa & Ortea, 2015
- Volvarina yaeli Espinosa, Martin & Ortea, 2018
- Volvarina yani Espinosa & Ortea, 2012
- Volvarina yayaeli Espinosa, Ortea & Moro, 2009
- Volvarina yolandae Espinosa & Ortea, 2000
- Volvarina yunkaxi Espinosa & Ortea, 2015
- Volvarina zatzae Ortea, 2014
- Volvarina zonata (Kiener, 1841)

### Synoniemen
- Volvarina abbotti De Jong & Coomans, 1988 => Plesiocystiscus abbotti (De Jong & Coomans, 1988)
- Volvarina ambigua (Bavay in Dautzenberg, 1912) => Volvarina ampelusica Monterosato, 1906
- Volvarina amphoralis (de Souza, 1992) => Prunum amphorale de Souza, 1992
- Volvarina amydrozona (Melvill, 1906) => Balanetta amydrozona (Melvill, 1906)
- Volvarina avenacea => Prunum bellulum (Dall, 1890)
- Volvarina bahiensis (Tomlin, 1917) => Prunum bahiense (Tomlin, 1917)
- Volvarina biannulata => Volvarina bilineata (Krauss, 1848)
- Volvarina bibalteata Reeve, 1865 => Volvarina gracilis (C. B. Adams, 1851)
- Volvarina bouvieri Jousseaume, 1877 => Volvarina mediocincta (E. A. Smith, 1875)
- Volvarina californica Tomlin, 1916 => Volvarina taeniolata Mörch, 1860
- Volvarina canilla (Dall, 1927) => Prunum canilla (Dall, 1927)
- Volvarina cessaci Jousseaume, 1881 => Volvarina taeniata (G. B. Sowerby II, 1846)
- Volvarina cessaci Rochebrune, 1882 => Volvarina cessaci Jousseaume, 1881 => Volvarina taeniata (G. B. Sowerby II, 1846)
- Volvarina cleo (Bartsch, 1915) => Volvarina bilineata (Krauss, 1848)
- Volvarina columnaria (Hedley & May, 1908) => Hydroginella columnaria (Hedley & May, 1908)
- Volvarina curta Monterosato, 1884 => Volvarina mitrella (Risso, 1826)
- Volvarina cylindrica (G. B. Sowerby II, 1846) => Hyalina cylindrica (Sowerby II, 1846)
- Volvarina dawnae Lussi & G. Smith, 1996 => Volvarina adela (Thiele, 1925)
- Volvarina deformis (G. Nevill & H. Nevill, 1874) => Demissa deformis (G. Nevill & H. Nevill, 1874)
- Volvarina elongata Pease, 1868 => Volvarina elliptica (Redfield, 1870)
- Volvarina fulva Bavay, 1913 => Volvarina serrei (Bavay, 1913)
- Volvarina fusca (Sowerby II, 1846) => Volvarina exilis (Gmelin, 1791)
- Volvarina fusiformis Reeve, 1865 => Volvarina unilineata (Jousseaume, 1875)
- Volvarina germaini Bavay, 1913 => Volvarina serrei (Bavay, 1913)
- Volvarina guttula Reeve, 1865 => Volvarina southwicki (Davis, 1904)
- Volvarina inconspicua (G. Nevill & H. Nevill, 1874) => Demissa nevilli (Jousseaume, 1875)
- Volvarina inepta (Dall, 1927) => Hyalina discors (Roth, 1974)
- Volvarina infans Reeve, 1865 => Volvarina corusca (Reeve, 1865)
- Volvarina julia Thiele, 1925 a=> Alaginella atracta (Tomlin, 1918)
- Volvarina kribiensis T. Cossignani & Prelle, 2010 => Prunum mariateresae Cossignani, 2009
- Volvarina lactea (Kiener, 1841) => Volvarina abbreviata (C. B. Adams, 1850) (non Swainson, 1840)
- Volvarina livida Reeve, 1865 => Volvarina avena (Kiener, 1834)
- Volvarina lucida (Marrat, 1877) => Hyalina lucida (Marrat, 1877)
- Volvarina maoriana (Powell, 1932) => Serrata maoriana (Powell, 1932)
- Volvarina meta Thiele, 1925 => Alaginella atracta (Tomlin, 1918)
- Volvarina mixta (Petterd, 1884) => Hydroginella mixta (Petterd, 1884)
- Volvarina modulata (Laseron, 1957) => Mesoginella modulata (Laseron, 1957)
- Volvarina mustelina (Angas, 1871) => Serrata mustelina (Angas, 1871)
- Volvarina nevilli (Jousseaume, 1875) => Demissa nevilli (Jousseaume, 1875)
- Volvarina olivaeformis (Kiener, 1834) => Prunum olivaeforme (Kiener, 1834)
- Volvarina parallela Dall, 1918 => Volvarina taeniolata Mörch, 1860
- Volvarina parviginella Espinosa & Ortea, 2006 => Marigordiella parviginella (Espinosa & Ortea, 2006)
- Volvarina patagonica Martens, 1881 => Volvarina warrenii (Marrat, 1876)
- Volvarina paula Thiele, 1925 => Alaginella atracta (Tomlin, 1918)
- Volvarina paxillus (Reeve, 1865) => Volvarina attenuata (Reeve, 1865)
- Volvarina pellucida Tenison Woods, 1877 => Serrata mustelina (Angas, 1871)
- Volvarina quadriplicata Risso, 1826 => Volvarina mitrella (Risso, 1826)
- Volvarina quadripunctata (Locard, 1897) => Volvarina taeniata (G. B. Sowerby II, 1846)
- Volvarina redfieldii (Tryon, 1883) a=> Prunum redfieldii (Tryon, 1883)
- Volvarina rubrifasciata Jousseaume, 1875 => Serrata fasciata (Sowerby II, 1846)
- Volvarina rufescens Reeve, 1865 => Volvarina exilis (Gmelin, 1791)
- Volvarina serrata (Gaskoin, 1849) => Serrata serrata (Gaskoin, 1849)
- Volvarina simeri Jousseaume, 1875 => Volvarina exilis (Gmelin, 1791)
- Volvarina sordida (Reeve, 1865) => Hydroginella sordida (Reeve, 1865)
- Volvarina stanislas Tenison Woods, 1877 => Serrata mustelina (Angas, 1871)
- Volvarina superstes (Laseron, 1957) => Hydroginella superstes (Laseron, 1957)
- Volvarina tenuilabra (Tomlin, 1917) => Hyalina pallida (Linnaeus, 1758)
- Volvarina torticulum (Dall, 1881) => Prunum torticulum (Dall, 1881)
- Volvarina trailli (Reeve, 1865) => Cryptospira trailli (Reeve, 1865)
- Volvarina tribalteata Reeve, 1865 => Volvarina exilis (Gmelin, 1791)
- Volvarina tridentata (Tate, 1878) => Hydroginella tridentata (Tate, 1878)
- Volvarina umlaasensis Lussi & G. Smith, 1996 => Alaginella umlaasensis (Lussi & G. Smith, 1996)
- Volvarina veliei (Pilsbry, 1896) => Prunum succineum (Conrad, 1846)
- Volvarina vermiculata Jousseaume, 1875 => Volvarina avena (Kiener, 1834)
- Volvarina vincentiana (Cotton, 1944) => Hydroginella vincentiana (Cotton, 1944)
- Volvarina volunta (Laseron, 1957) => Demissa volunta (Laseron, 1957)